# Psihologija oglaševanja
Psihologija predstavlja pomemben del teorije in prakse oglaševanja in trženja.

## Potrošniška družba in kultura
Gre za družbo in kulturo, kjer ljudje ponotranjijo svojo odvisnost od trga tako, da to naddoloča njihove želje, potrebe in njihovo vsakodnevno vedenje v družbi. Trg ni le prostor blagovne (denarne) izmenjave, temveč prostor celovite socialne interakcije. Bistven del tega prostora je tržna komunikacija, to je komunikacija med proizvajalci, prodajalci in potrošniki.

## Tržna komunikacija
Gre za komunikacijo med proizvajalci, prodajalci in potrošniki. Komunikacija je izmenjava informacij in ne enostranski tok informacij. Komuniciranje se torej dejansko pojavi šele v trenutku, ko prejemnik sprejme sporočilo, ki mu ga je pošiljatelj želel poslati, in nanj tudi reagira. 
Človek je kot sprejemnik sporočil opremljen s petimi čutili, s katerimi sprejema informacije. To so vid, sluh, tip, okus in vonj. Nanje so bolj ali manj usmerjene tržne komunikacije, ki se pojavljajo v različnih oblikah in sočasno vplivajo na različne kombinacije teh čutil.

## Modeli komuniciranja

#### S-R, S-O-R model ter modeli povratne zveze
Po S-R modelu vsako sporočilo (S), ki je poslano prejemniku, sproži določeno reakcijo (R). Velik vpliv medijev naj bi bil torej predvsem rezultat nesposobnosti javnosti, da kritično sprejema posredovane informacije. 
S-O-R model poudarja, da odgovor posameznika na sporočilo ni odvisen le od dražljaja, temveč tudi od prejemnika oziroma organizma (O), ki dražljaj sprejme ali ne. Med modeli povratne zveze je najbolj znan Lasswellov »5K« model. Komunikacijski proces po njem sestavlja pet komponent, in sicer vir (kdo?), sporočilo (kaj?), kanal (na kakšen način?),  prejemnik (komu?)  in  povratna informacija (s kakšnim učinkom?)

#### Eno-ali dvostopenjski / večstopenjski model komuniciranja
Enostopenjski modeli komuniciranja predpostavljajo, da ima pošiljatelj neposredno moč vplivanja na neaktivno množico. Dvostopenjski / večstopenjski modeli komuniciranja pa temeljijo na predpostavki, da je neposredna moč  tržnega komuniciranja veliko manjša. Sporočilo pošiljatelja naj bi najprej doseglo mnenjske voditelje, ki filtrirajo informacije in predelane nato pošljejo drugim članom javnosti.

## Struktura procesa komuniciranja
Carl Hovland pravi, da je komunikacijski proces izmenjava sporočil skozi različne informacijske kanale, od izvora do sprejemnika sporočila.
Celoten proces komuniciranja sestavlja naslednjih šest ključnih elementov: kodiranje sporočila, sporočilo, kanal, dekodiranje sporočila, šum ter odgovor oz. povratna informacija.

#### Kodiranje sporočila
Kodiranje je proces, s katerim pošiljatelj / oddajnik / vir komunikacije prenese ideje iz svoje glave v določeno fizično obliko oglasa. Pošiljatelj /oddajnik /vir komunikacije je lahko posameznik ali pa podjetje oziroma organizacija. Njegova naloga je, da vkodira sporočilo na tak način, da bo prejemniku razumljivo.

#### Sporočilo
Sporočilo je lahko verbalno ali neverbalno, v pisni ali govorjeni obliki, v obliki simbola, znaka ali njihove poljubne kombinacije. V vsakem primeru pa mora biti v takšni obliki, da je primerno za načrtovani komunikacijski kanal.
Pri izboru ustreznega sporočila in medija lahko upoštevamo naslednja pravila:
1.	Usklajenost sporočila s stališči in aktivnostmi ciljne javnosti
ljudje raje sprejemamo informacije, ki so usklajene z že obstoječimi stališči in aktivnostmi kot tiste, ki nasprotujejo obstoječemu vrednotnemu sistemu posameznika. To je pomemben faktor selektivnosti v tej fazi. Posamezniki se namreč izpostavljajo informacijam, da bi okrepili svoja stališča, pozicije in reducirali disonanco  med seboj in svetom.
2.	Zmanjševanje konfliktnosti – javnost ima raje tista sporočila, s katerimi zmanjšuje napetosti in konflikte v sebi ali z okoljem, kot pa tista, ki sprožajo nove napetosti in negotovosti.
3.	Usklajenost sporočila z življenjskim stilom prejemnikov – čim bolj je sporočilo kompatibilno z osebnostnimi značilnostmi  ali življenjskim stilom posameznika oz. ciljne javnosti, tem večja je verjetnost, da bo sporočilo javnost doseglo.
4.	Usklajenost sporočila s potrebami ciljne javnosti – čim bolj je sporočilo usklajeno z željami in potrebami javnosti, tem raje jim bojo izpostavljeni
5.	Ponavljanje sporočila – čim večkrat je javnost izpostavljena sporočilu, tem večja je verjetnost, da ga bo opazila in sprejela

#### Kanal
Kanal je medij, po katerem potuje sporočilo od vira ali odpošiljatelja k njegovemu prejemniku. V najširšem smislu jih razvrščamo v dva tipa komunikacijskih kanalov. To so osebni in neosebni kanali. Osebni komunikacijski kanali pomenijo obliko medosebnega stika med posamezniki ali skupinami iz ciljne skupine. Zastopniki in prodajalci so takšen osebni komunikacijski kanal. Svoja prodajna sporočila predstavljajo kupcem ali možnim strankam preko medosebne komunikacije. Kanali socialnega komuniciranja so tudi prijatelji, sosedje, sodelavci ali člani družine, ki predstavljajo širjenje sporočil od ust do ust. Takšno širjenje govoric je pogosto močan in pomembne vir informacij za potrošnike (Mick, 1986). Neosebni kanali komuniciranja pa so tisti, ki prenašajo sporočilo brez vključevanja osebnega stika med pošiljateljem in prejemnikom sporočila. Praviloma se nanašajo na množične medije ali množično komuniciranje, ker se eno sporočilo sočasno pošilja velikemu številu posameznikov oziroma prejemnikom.
Da bi prišlo do stika med sporočilom in javnostjo, je potrebno skrbno izbrati sporočilo in kanal oz. medij komuniciranja, ki prenaša sporočilo do nje. Izbira sporočila in medija je izjemno pomembna, ker oba faktorja selekcionirata javnost. Medij selekcionira splošno populacijo na tisto, ki uporablja določen medij in tisto, ki ga ne. Sporočilo nato še dodatno selekcionira ciljno javnost na tiste, ki v mediju opazijo sporočilo in tiste, ki ga prezrejo.

#### Sprejemanje/dekodiranje
Bralec, gledalec ali poslušalec, prejemnik sporočila ali signala sporočilo prevede, mu doda pomen, ki je skladen z njegovim svetom vrednot, izkušenj, potreb itd. Ta faza je pod močnim vplivom prejemnikovega okvira razmišljanja ali polja izkušenj. Učinkovito komuniciranje je toliko verjetnejše, če med obema stranema obstaja večje skupno polje izkušenj. Zato je razumljivo, da bo učinkovitost komunikacije večja, če bo oddajnik poznal prejemnike. Oglaševalci tako porabijo velike vsote denarja za psihološko raziskovanje svojih ciljnih javnosti. Poleg tega porabijo veliko denarja in časa za predtestiranje sporočil. Z njihovo pomočjo se prepričajo, da jih potrošniki razumejo, jih dekodirajo na način, kot so to želeli in načrtovali oglaševalci oziroma njihove agencije.
Ves čas procesa komuniciranja je vsako sporočilo pod vplivom zunanjih dejavnikov, ki ga lahko popačijo. Takšno nenačrtovano popačenje imenujemo šum. Tovrstne napake ali problemi se lahko pojavijo na katerikoli stopnji v procesu. Lahko se pojavijo pri vkodiranju sporočila (npr. uporaba napačnega, neznanega simbola, znaka ali besede), v kanalu (npr. motnja radijskega ali televizijskega signala) ali pri sprejemanju sporočila (npr. zvonec na vhodnih vratih). Vse to otežuje in zmanjšuje učinkovitost komuniciranja.

#### Odgovor in povratna informacija
Skupek reakcij prejemnika, ki sledijo sprejemu sporočila, imenujemo odgovor. Ta se lahko giblje od neopazjive hrambe informacij v spomin do prevzemanja takojšnje akcije. Tržnike in oglaševalce zelo zanima povratna informacija, ki je del prejemnikove reakcije/odgovora in gre nazaj k oddajniku sporočila. S tem opazujejo in spremljajo, kako je bilo sporočilo dekodirano in sprejeto. V osebni komunikaciji lahko potrošniki postavljajo vprašanja, dajejo komentarje ali pa svoje odgovore kažejo z neverbalnimi znaki in gestami. Na ta način prodajalec nenehno dobiva povratne informacije. Ob uporabi množičnih medijev to praviloma ni možno. Zaradi dejstva, da oglaševalci niso v osebnem stiku s svojimi potrošniki, morajo uporabljati druge oblike ugotavljanja uspešnosti sprejetih sporočil. Zato oglaševalci zbirajo podatke o naročilih, obiskih trgovin, vrnjenih kuponih..Z njimi ugotavljajo branost, razumevanje sporočil, spreminjanje stališč in drugih oblik reakcij na sporočilo.

## Preprečevalni učinki komuniciranja

#### Vpliv komunikatorja v prepričevalni okoliščini
Komunikator je oseba, skupina, organizacija, ki izvaja komunikacijski vpliv na prejemnike informacij. Hovland in sodelavci so ugotovili značilnosti dobrih komunikatorjev in da ti bistveno vplivajo na odziv javnosti. Te lastnosti pa so:
- verodostojnost (kredibilnost) komunikatorja,
- privlačnost komunikatorja,
- izražanje namer komunikatorja,
- socialna moč komunikatorja.

Verodostojen komunikator je tisti, ki javnost prepriča o svoji dobri informiranosti, resnicoljubnosti in zanesljivih izvorih informacij, ki jih podaja (1). Če je prejemnik prepričan o verodostojnosti komunikatorja, bo pripravljen tudi slediti njegovim sporočilom. Predvsem je pomembna tudi kvalificiranost, da komunikator res pozna to, o čemer poroča, in pa zanesljivost, da javnost dobi občutek, da je to, kar poroča, v njihovo prid.  
Verodostojen posameznik bo imel večji vpliv, če se bo bolj strokovno izražal, pa tudi dosegel bo več, če bo zastopal ekstremna ali malo verjetna stališča. Bolj ko je javnost pasivna in manj vpletena v problematiko, bolj se zanaša na komunikatorja in je od njega odvisna, ker tedaj javnost ne sledi toliko lastnim stališčem kot prepričevalni moči komunikatorjev in sporočil. Zato se tedaj tudi bolj opiramo na vtis o zanesljivosti in verodostojnosti komunikatorja. Tudi če komunikator uporablja dinamičen in močan govorni stil bo bolj uspešen, javnost mu bo bolj pozorno sledila in ga razumela. 
Aristotel pravi, da ima komunikator večjo moč v nejasnih okoliščinah, npr. kadar javnost ne more dobiti zanesljivih informacij. Tedaj se bo javnost najbolj zanašala na komunikatorjev ugled, inteligentnost in častivrednost. 
Pomembna je tudi nebesedna govorica telesa, ki kaže na komunikatorjevo resnost in zavzetost. Najzanesljivejši je tisti komunikator, ki trdno stoji za svojimi stališči in jih zna argumentirati. Ljudje tudi bolj zaupajo osebam iz referenčne skupine.
Tudi privlačna oseba ima močan potencial prepričevanja. Po raziskavah psihologov je privlačnost komunikatorja povezana predvsem s poznavanjem oz. domačnostjo komunikatorja, fizično privlačnostjo, prijaznostjo ter podobnost komunikatorja s ciljno javnostjo v socialnih značilnosti (npr. starost, narodnost, socialna pripadnost, poklic, subkulturna pripadnost, politična pripadnost) in osebnostnih značilnosti (npr. podobnost v stališčih, interesih, lastnostih, načinu življenja). Ljudi tipično bolj privlačijo osebe, ki so jim v določenih pogledih podobne, manj pa osebe, ki so različne od njih.
Najboljši komunikatorji so tisti, ki so izražali splošne namere kot objektivno dejstvo, in ne kot osebni motiv. 
Pomembna je tudi komunikatorjeva socialna moč. Včasih se pustimo prepričati drugi osebi zaradi njenega ugleda, vpliva, ker se bojimo njene zavrnitve ali sankcije. 
Robert Cialdini je na podlagi dolgoletnih in sistematičnih opazovanj vedenja oseb napisal ključne taktike, ki jih uporabljajo posamezniki na področju tržnih sporočil, vodenja trgovine v namene prepričevanja kupcev:
- konsistentnost,
- recipročnost,
- socialna primerjava,
- avtoriteta,
- redkost oz. izjemnost dogodka,
- prijateljstvo/simpatija.

#### Vpliv sporočila
Sporočilo učinkuje na prejemnike s svojo zunanjo predstavitvijo ali svojo vsebino. Najpomembnejše je, da javnost komunikatorjevo sporočilo pravilno razume. Če ga, je za tem odvisno še od drugih dejavnikov, ali mu bo javnost prisluhnila in ga sprejela. 
Značilnosti, ki komunikatorju pomagajo pri pozitivnem odzivu javnosti ali ovirajo:
•	Dvostransko sporočilo (predstavitev obeh strani argumentov in proti argumentov) bolje učinkuje na višje izobražene posameznike, enostransko (samo argumenti ali samo protiargumenti) pa na manj izobražene posameznike. V primeru dvostranskih sporočil bolj delujejo tiste informacije, ki so podane na začetku sporočanja kot naslednje in končne informacije.
•	Če komunikator govori o znanih zadevah, so prikriti sklepi uspešnejši. Jasni in odkriti sklepi so pomembnejši pri podajanju zapletenih in nepopularnih argumentov o neki neosebni zadevi.
•	Podajanje najmočnejših argumentov na koncu komunikacije ima največji učinek pri tisti javnosti, ki se je prvotno najmanj zanimala za sporočila in ima nizko motivacijo za učenje. Pri pozorni in motivirani javnosti naj bi bili najbolj učinkoviti začetni argumenti.

#### Vloga prejemnika v prepričevalni komunikaciji
Prejemniki sprejemajo sporočila in se nanje odzivajo s strinjanjem ali nestrinjanjem. Pri tem se pojavljata učinek asimilacije, kar pomeni, da je po poteku komunikacije po motivaciji in stališčih prejemnik še bliže komunikatorju in učinek kontrasta, kjer se prejemnik še bolj oddaljuje od komunikatorja. Konkretna komunikacija zbližuje poziciji komunikatorja in prejemnika, nekonkretna pa ju oddaljuje.
Kolikor bližja so si stališča komunikatorja in prejemnika, toliko bolj pozitivno bo prejemnik ocenjeval njegova sporočila, in nasprotno. Ta učinek je večji pri znanih osebah, pri temah, za katere je prejemnik zainteresiran oz. ga osebno zadevajo. 
Ljudje smo različno dovzetni za prepričevanje. Nekateri ljudje zlahka zapadejo pod vpliv komunikatorjevih sporočil, nekatere lahko zlahka prepričajo le svoji znanci in prijatelji, druge ostajajo trdno pri svojem mnenju. 
McGuireju trdi, da mora prejemnik v procesu prepričevanja preiti nekaj stopenj, in sicer: 
1.	mora priti v stik s sporočilom,
2.	mora postati pozoren nanj,
3.	poročilo ga mora zainteresirati,
4.	poročilo mora razumeti,
5.	vzbuditi se mu morajo ustrezne kognicije (miselna predelava sporočila),
6.	strinjati se mora z vsebino sporočila,
7.	ohraniti ga mora v spominu in ga spet priklicati v spomin,
8.	na podlagi sporočila mora sprejeti določene odločitve,
9.	izpeljati dejanja, na katera ga napotuje sporočilo.
McGuireju navaja tudi pomembnejše osebnostne dejavnike, ki lahko vplivajo na  dovzetnost sporočil, in sicer inteligentnost, samospoštovanje, starost, spol, dogmatizem, avtoritarnost, dominantnost.
Ljudje z visoko stopnjo samospoštovanja so bolj odprti za sugestibilnost in prepričevalnost, ljudje z nizko stopnjo samospoštovanja in samozavesti pa bolj konformni. Za prepričevanje so najbolj sprejemljivi ljudje srednjih let, najbolj sugestibilni pa so otroci. Ženske so sicer res nekoliko bolj podvržene vplivom prepričevanja kot moški, a so razlike minimalne. 
Dogmatike je težko prepričati o čemerkoli, če o tem že prej niso bili prepričani. Nanje najbolj vplivajo sporočila, ki temeljijo na tradicionalnih vrednotah in zvestobi priznanim avtoritetam. Nedogmatične ljudi pa je laže prepričati, najbolj pa sledijo argumentiranim sporočilom in novim dejstvom. 
Na avtoritarne osebe najbolj učinkujejo sporočila, ki jih posreduje avtoriteta, ter ekspertnost in socialna moč komunikatorja. Zaupajo bolj sporočilom, ki temeljijo na tradicionalnih vrednotah. 
Ljudje z visoko stopnjo dominantnosti so pragmatični. Nanje učinkujejo predvsem racionalna sporočila (koristi in izgube). So tudi sami zelo spretni v prepričevanju drugih.
Pomembna je tudi aktivna vključenost prejemnika v komunikacijo, saj so najuspešnejše tiste oblike prepričevanja, pri katerih lahko prejemniki sporočil tudi sami sodelujejo.
Kognitivna teorija zagovarja, da prejemnik sam ustvari razloge za spremembo prepričanj ali za upiranje, komunikator pri tem pa le zbudi določen kognitiven odgovor. Raziskovalci so ugotovili, da so najbolj prepričljivi tisti argumenti, ki jih končno ustvari prejemnik sam na podlagi komunikatorjevega sporočila. Prejemniki odločajo o tem, kateri deli sporočila bodo zanje pomenljivi in koliko so jih pripravljeni sprejeti. Če se prejemnik vnaprej odloči, da se ne bo dovolil prepričati, ga bodo težko prepričali še tako pomembni argumenti. Sporočilo mora preseči prag (ne)interesa pri prejemniku, da se »srečata« sporočilo in prejemnik. Termin »srečanje« označuje sprejetje sporočila pri prejemniku in sled tega sporočila, ki ostane dejavna tudi po sprejetju in se vplete v posameznikovo razmišljanje, ocenjevanje, odločanje in delovanje. 
Prejemnik izhaja v svojem sprejemanju sporočila iz predhodnih motivacij, stališč, norm in išče poti do določenih zadovoljitev. In tako aktivni prejemnik išče takšne medije, ki mu dejansko lahko nudijo relevantne informacije o poteh za zadovoljitev njegovih potreb.

## Kognitivni procesi pri predelavi tržnih sporočil
Posameznik mora biti najprej izpostavljen sporočilu, postati nanj pozoren, nato mora zaznati sporočilo, mentalno predelati informacijo – jo ohraniti v spominu ter do nje zavzeti določen odnos – in na koncu oblikovati odločitve in dejanja, ki so v skladu s posameznikovimi potrebami in željami.
Osnovni kognitivni procesi pri predelavi tržnih sporočil so: izpostavljenost sporočilu, pozornost, zaznavanje, učenje in pomnenje, motivacija in odločanje.

#### Izpostavljenost sporočilu
Je predpogoj za vse ostale kognitivne faze in procese. Sporočilo naredi za javnost fizično dostopno. Brez izpostavljenosti sporočilu se ne more začeti nobena tržna komunikacija.

#### Pozornost
Pozornost je intenzivna senzorna usmerjenost k določenim predmetom ali situacijam. Človek ne more istočasno zaznati vseh stvari, ki ga obdajajo. Od množice dražljajev se usmeri na tiste, ki ga pritegnejo z nekaterimi značilnostmi (zunanji dejavniki pozornosti npr. intenzivnost dražljaja, svetloba, hrup, gibanje) ali pa je zanje notranje motiviran (notranji dejavniki kot so potrebe, želje, interesi). 
V tržnem komuniciranju so najbolj pomembne tri oblike pozornosti:

##### Načrtna pozornost
Načrtna pozornost je najintenzivnejša. Nastopi tedaj, kadar ljudje iščejo določene informacije, ki bi jim pomagale pri rešitvi njihovih problemov, pri izbirah in odločitvah. Npr. potrošnik že pred nakupom izbira informacije o določenem produktu, zato je pozoren na sporočila, ki so v zvezi s tem produktom.

##### Vsiljena pozornost
Nastopi tedaj, kadar se določen zunanji dražljaj naravnost vsili v našo zavest. Takšni so npr. močni optični ali slušni dražljaji, ki nas presenetijo. Mnoge rekleme npr. izkoriščajo efekt nenadnih in nepričakovanih optičnih ali vidnih dražljajev zato, da bi pritegnile našo pozornost.

##### Spontana pozornost
Je kombinacija prvih dveh. Ne koncentriramo se preveč ozko na določen dražljaj in smo pripravljeni na sprejem novih dražljajev. To se npr. dogaja potrošniku, ko se giblje med različnim blagom in ko od časa do časa in povsem nenačrtno posveti svojo pozornost posameznim predmetom.

#### Zaznavanje
Percepcija oz. zaznavanje sporočila pomeni, da prejemnik dopusti sporočilu dostop do zavesti, in da ga sprejme v nadaljnjo mentalno predelavo. Je proces pridobivanja informacij, s katerim ljudje selekcioniramo, organiziramo in interpretiramo čutne dražljaje v pomenljivo sliko sveta.

#### Učenje in pomnenje sporočil
Sprejemniki na sporočila redkokdaj reagirajo (se odločijo za nakup itd.) takoj, ko sprejmejo sporočilo. Med sprejemom sporočila in odzivom nanj poteče nekaj časa, v katerem se zgodi vrsta duševnih procesov, predvsem kognitivno-motivacijskih.

#### Motivacija
Ko je sporočilo zaznano in se ga sprejemnik nauči in zapomni, je nadaljnje vprašanje, če bo sporočilo vplivalo na sprejemnika tako, kot želi komunikator. Gonilom, ki privedejo potrošnike do določenih vedenjskih oblik v psihologiji pravimo motivi. Motiv izhaja iz stanja neravnovesja posameznika, česar posledica je napetost, ki jo posameznik skuša omiliti ali odpraviti.

#### Odločanje
Odločanje je opredeljeno kot izbira med dvema ali več alternativami. Za potrošnika je pomembno, da ima na voljo alternative. Če potrošnik nima možnosti izbirati med alternativami, je prisiljen kupiti določen izdelek.
Potrošnik se odloča o štirih ključnih elementih procesa nakupa:
- denar / proračun / finance – kako potrošiti (ali prihraniti) razpoložljiva sredstva
- nakup izdelka (ali ne) – odločitev o kategoriji izdelka
- kraj nakupa – kje kupiti izdelek, katere dobavitelje uporabiti
- izbira blagovne znamke ali stila izdelka – odločitev o točno določenem izdelku

## Vir
Ule, M. in Kline M. (1996). Psihologija tržnega komuniciranja. Ljubljana: Fakulteta za družbene vede